# The False Gems
The False Gems è un cortometraggio muto del 1916 diretto da Rupert Julian.

## Trama
Angus Leroux vive felicemente con la moglie; lui, contabile in una ditta commerciale, lavora duramente tutto il giorno e di sera, spesso, è costretto a portarsi i libri contabili anche a casa. Per distrarre la moglie, la affida a Fred Von Twiller, un caro amico, che si incarica di portarla fuori la sera a divertirsi un po'. L'unico appunto che Leroux può fare alla moglie è di amare troppo i gioielli di cui, anche se falsi, la donna fa collezione. Una sera, mentre lei e l'amico sono all'opera, Leroux decide di sbarazzarsi delle gemme false per curarla della sua debolezza. Presa quella che lui pensa sia bigiotteria, la porta in un banco dei pegni dove l'orefice che la esamina gli dice che cinquantamila dollari sono un prezzo ancora molto basso per le gemme che in realtà sono tutte vere. Leroux riprende i gioielli e torna a casa pensieroso, giungendo alla conclusione che siano dei regali di Von Twiller, che è molto ricco, a sua moglie. Così, quando lei e il suo accompagnatore tornano dall'opera, Leroux li aggredisce, accusandoli di infedeltà. Alla scena assiste il vecchio Henning, il suocero di Leroux, che vive in casa della figlia: l'uomo impedisce che il genero passi alle vie di fatto contro l'amico e spiega che i gioielli, che è stato lui a regalare alla figlia, sono autentici. Li ha sempre fatto passare per falsi per impedire che venissero venduti e il denaro speso. Mentre Leroux si mette a singhiozzare, Von Twiller se ne va. La signora Leroux prende tra le braccia il marito perdonandolo per i suoi sospetti che hanno colpito anche un amico fedele come Von Twiller. Egli le promette che in futuro non avrà più nulla da dire sulla sua passione per i gioielli che lui non cercherà più di ostacolare.

## Produzione
Il film, prodotto dalla Universal Film Manufacturing Company (come Laemmle), venne girato negli Universal Studios al 100 di Universal City Plaza, a Universal City.

## Distribuzione
Distribuito dalla Universal Film Manufacturing Company, il film - un cortometraggio in una bobina - uscì nelle sale cinematografiche statunitensi l'11 giugno 1911.